# Per Gahrton
Carl Per Gunnar Gahrton (ur. 2 lutego 1943 w Malmö, zm. 19 września 2023) – szwedzki polityk, socjolog, poseł do Riksdagu, współzałożyciel Partii Zielonych, od 1995 do 2004 deputowany do Parlamentu Europejskiego IV i V kadencji.

## Życiorys
Z wykształcenia doktor filozofii i socjologii. Zajął się działalnością publicystyczną w zakresie integracji europejskiej, polityki zielonych, islamu. Po raz pierwszy zasiadał w Riksdagu w latach 1976–1979 z ramienia Ludowej Partii Liberałów. Należał do założycieli Partii Zielonych, od 1984 do 1986 był jednym z dwóch współprzewodniczących tego ugrupowania. Ponownie był członkiem szwedzkiego parlamentu w okresach 1988–1991 i 1994–1995.
Po akcesie Szwecji do Unii Europejskiej 1 stycznia 1995 objął mandat deputowanego do Parlamentu Europejskiego. W wyborach powszechnych w wyborach w 1995 i 1999 skutecznie ubiegał się o reelekcję. Przystąpił do grupy zielonych, pracował głównie w Komisji Spraw Zagranicznych, Praw Człowieka, Wspólnego Bezpieczeństwa i Polityki Obronnej. W PE zasiadał do 2004.
Kierował szwedzką organizacją wspierającą Palestynę, publicznie krytykował politykę Izraela i stanowisko Unii Europejskiej wobec tego konfliktu.

## Publikacje
- Borgerligt block eller radikalt alternativ?, 1970
- Kampen om Palestina, 1970
- Kan folkpariet spela någon roll?, 1972
- Kan folkpartiet spela någon roll? Fallstudie och debattinlägg om radikalismens möjligheter inom etablerad partipolitik, 1972
- Revolution på svenska, 1972
- Arabvärlden inför 80 [åttio]-talet, 1979
- Kan pensionärerna lita på oss?, 1979
- Öppet brev från en politiker, 1979
- Valkampanjen, 1980
- Vart leder islam?, 1980
- Riksdagen inifrån, 1983
- Cirkus Sverige, 1988
- Vad vill de gröna?, 1988
- EU inför 2000-talet, 1995
- I stället för EG, 1990
- Befria EU!, 2009[6]